# Machachi
Machachi est une ville équatorienne, chef-lieu du canton de Mejía, dans la province de Pichincha.

## Géographie
Encadrée par les volcans Atacazo, Pasochoa, Rumiñahui, Sincholagua et Corazón, la ville est située à une altitude de 2 945 m, à quelque 40 km au sud de Quito. 
En 2010, sa population s'élevait à 16 515 habitants.